# Nissan Silvia
Nissan Silvia (укр. Ніссан Сільвія) — легковий автомобіль японського виробництва міжнародної компанії Nissan. Протягом усієї своєї історії Сільвія комплектувалася різноманітними 4-х циліндровими двигунами з типом механізму газорозподілу DOHC.

## Перше покоління 1964—1968 (кузов CSP311)

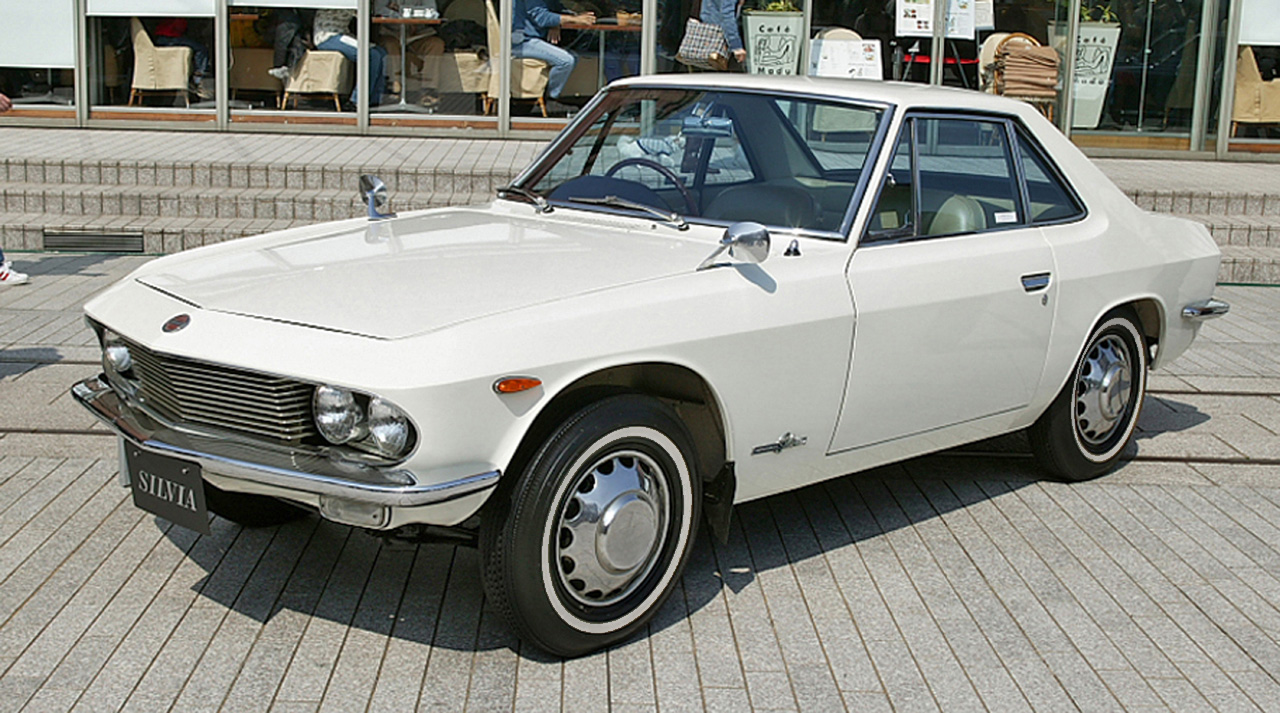
Перше покоління (1964—1968)

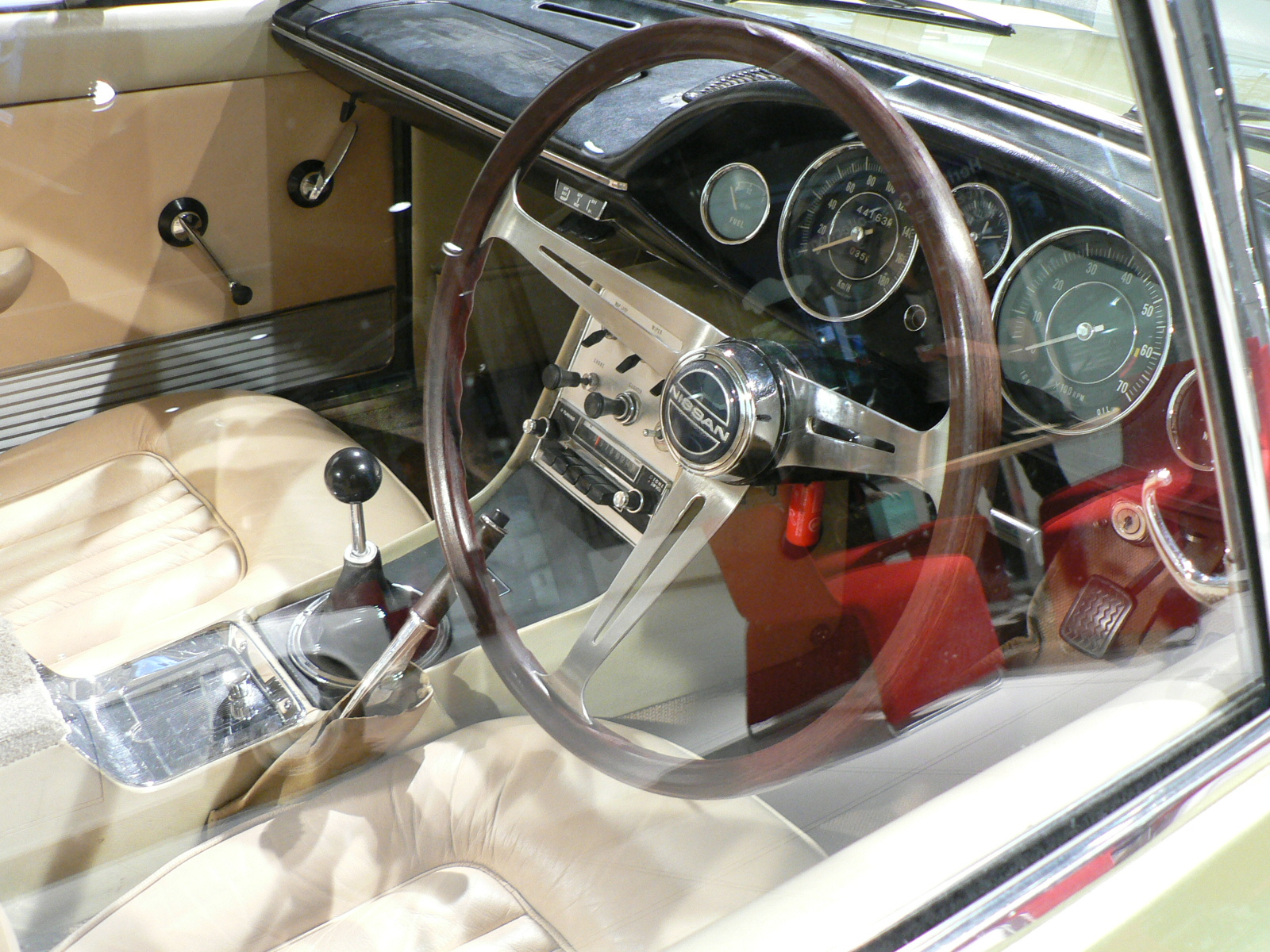

Nissan Silvia CSP311 дебютував на Токійському автосалоні у вересні 1964 року. Модель автомобіля була ручної збірки на основі купе Fairlady. На CSP311 був встановлений 1,6 літровий двигун Nissan. Виробництво припинилося в 1968 році, всього було випущено 554 автомобілів (в основному в 1965 році), кожен з кузовом унікальної ручної збірки. Більшість машин залишилося в Японії, проте 49 автомобілів були експортовані до Австралії і ще 10 продані в інші країни. Низькі обсяги виробництва і виснажливий ручний спосіб побудови позначилися на тому, що кожен автомобіль був унікальним і цінним, що в свою чергу відбивалося на купівельній ціні автомобіля, яка була вдвічі більшою, ніж вартість наступної моделі Сільвії. Після припинення виробництва в 1968 році, ім'я Сільвія не використовувалося концерном Nissan до 1974 року.

### Двигун
- 1.6 л R Р4

## Друге покоління 1975—1979 (кузов S10)

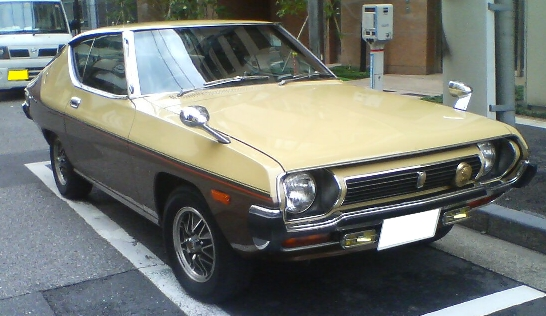
Друге покоління (1975—1979)

У Nissan Silvia S10 переважали традиційніші лінії в будові кузова в порівнянні з аналогічними пропозиціями від конкурентів Toyota і Mazda. Автомобілі комплектувалися 4-х циліндровими двигунами. Коробки передач: 3-ступенева АКПП, або 4-х ступенева МКПП. Вага автомобіля дорівнювала 990 кг. Сільвія S10 не мала популярності на ринках Японії та Північної Америки, більшість покупців віддавали перевагу Toyota Celica.

### Двигуни
- 1.8 л L18 Р4 (Японія)
- 2.0 л L20B Р4 (США)

## Третє покоління 1979—1983 (кузов S110)

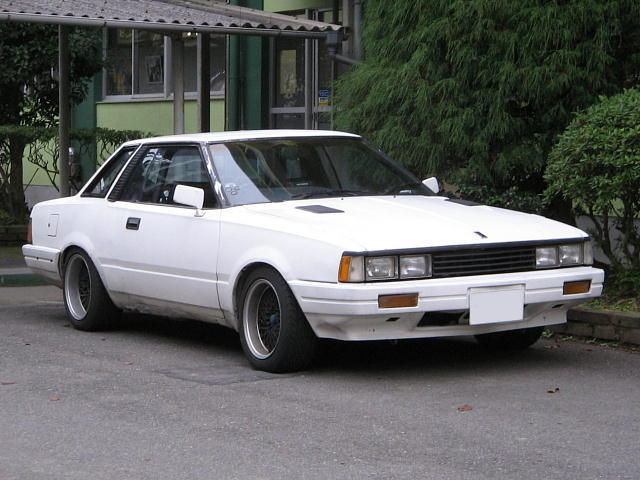
Третє покоління (1979—1983)

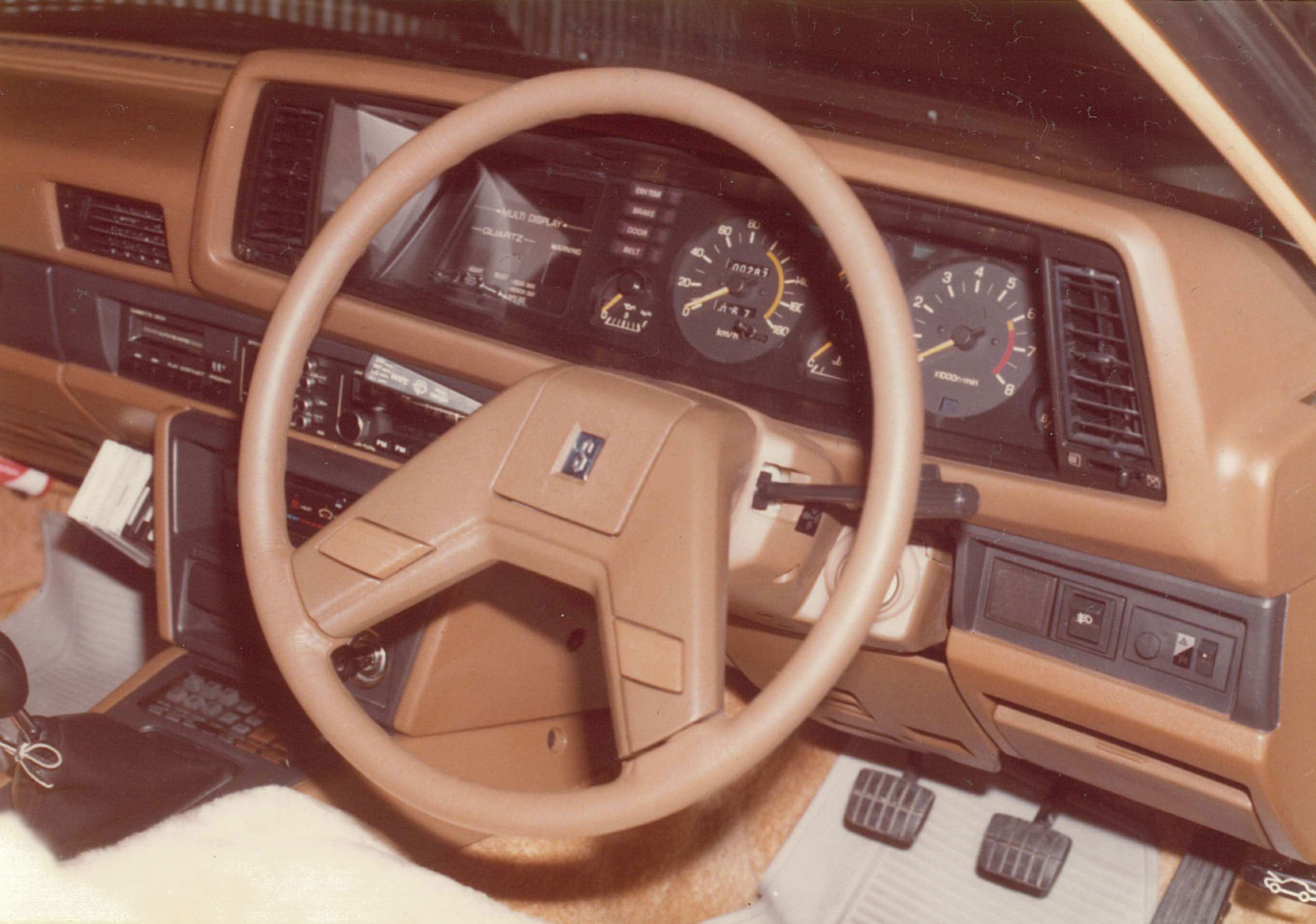

Третє покоління Nissan Silvia (продавалося в Сполучених Штатах і Канаді під назвою Datsun 200SX, в Мексиці як Datsun Sakura). В автомобіля було два типи кузова: 2-дверне купе хардтоп і 3-дверний хетчбек. Nissan Silvia S110 спочатку проектувалася під установку роторного двигуна, розробленого і побудованого компанією Nissan. В результаті двигун виявився ненадійним і був замінений на звичайний поршневий двигун Z20. Транспортні засоби з об'ємом двигуна понад 2,0 літри і раніше вважалися класом «Компакт» в японських положеннях, що стосуються обсягу двигуна. Вперше з'явилася «заряджена» версія автомобіля — Nissan Silvia 240RS. Купе було оснащено 2,4 літровим двигуном DOHC FJ24. 240RS був побудований у 1983 році та випускався аж до 1985 року, навіть тоді коли саму Nissan Silvia S110 вже зняли з виробництва. В результаті даний гоночний апарат став офіційним автомобілем Nissan у чемпіонаті світу з ралі в період з 1983 по 1985 рр.

### Двигуни
- 1.8 л Z18ET I4 turbo
- 2.0 л L20B I4
- 1.8 л L18E I4
- 2.0 л Z20/Z20E I4
- 2.0 л FJ20E DOHC I4
- 2.2 л Z22E I4
- 2.4 л FJ24 DOHC I4 (240RS)

## Четверте покоління 1984—1988 (кузов S12)

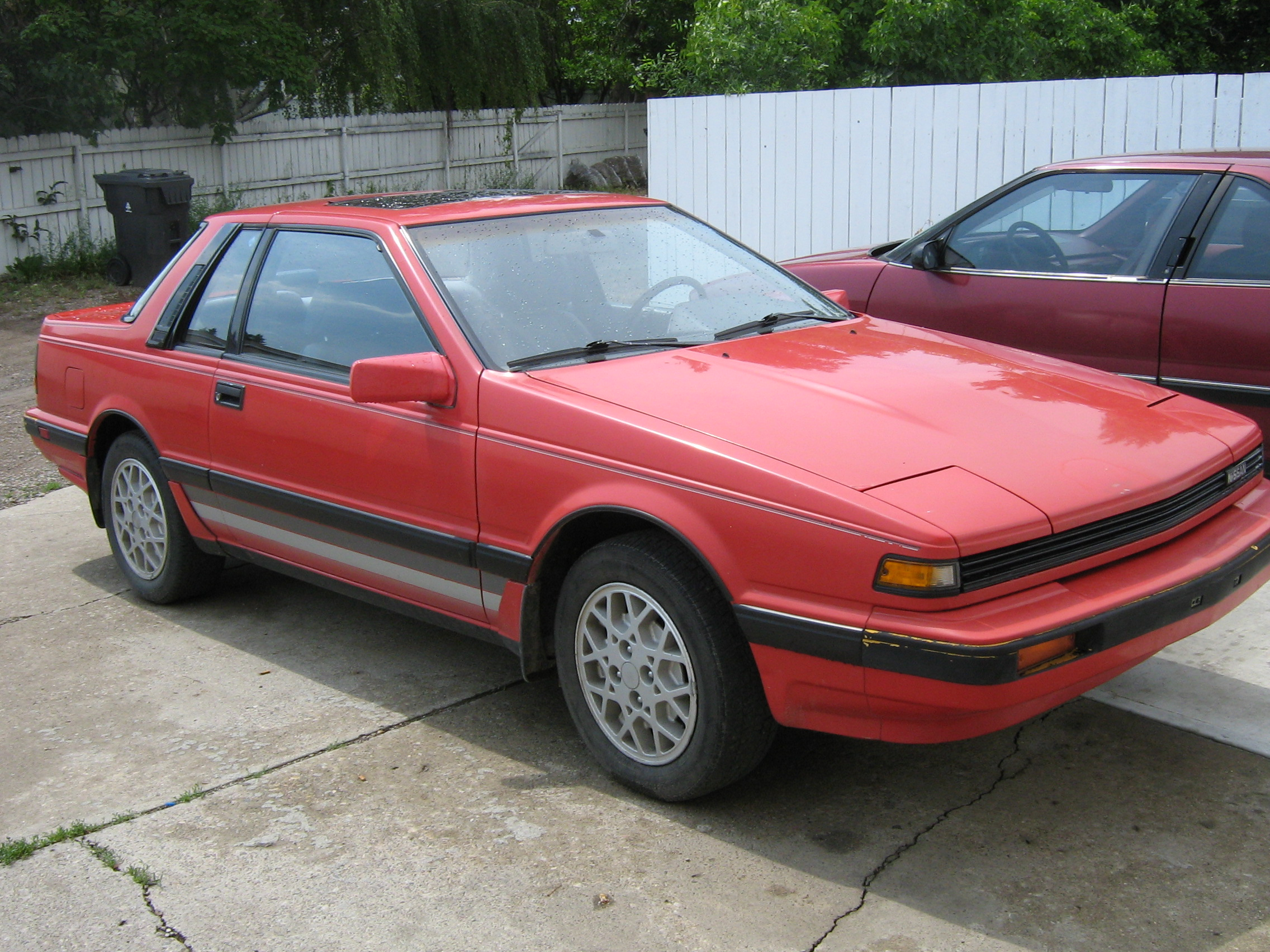
Nissan 200SX

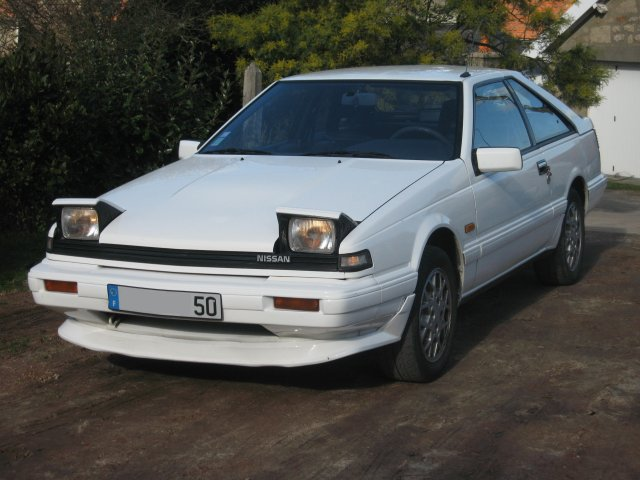
Четверте покоління (1983—1988)

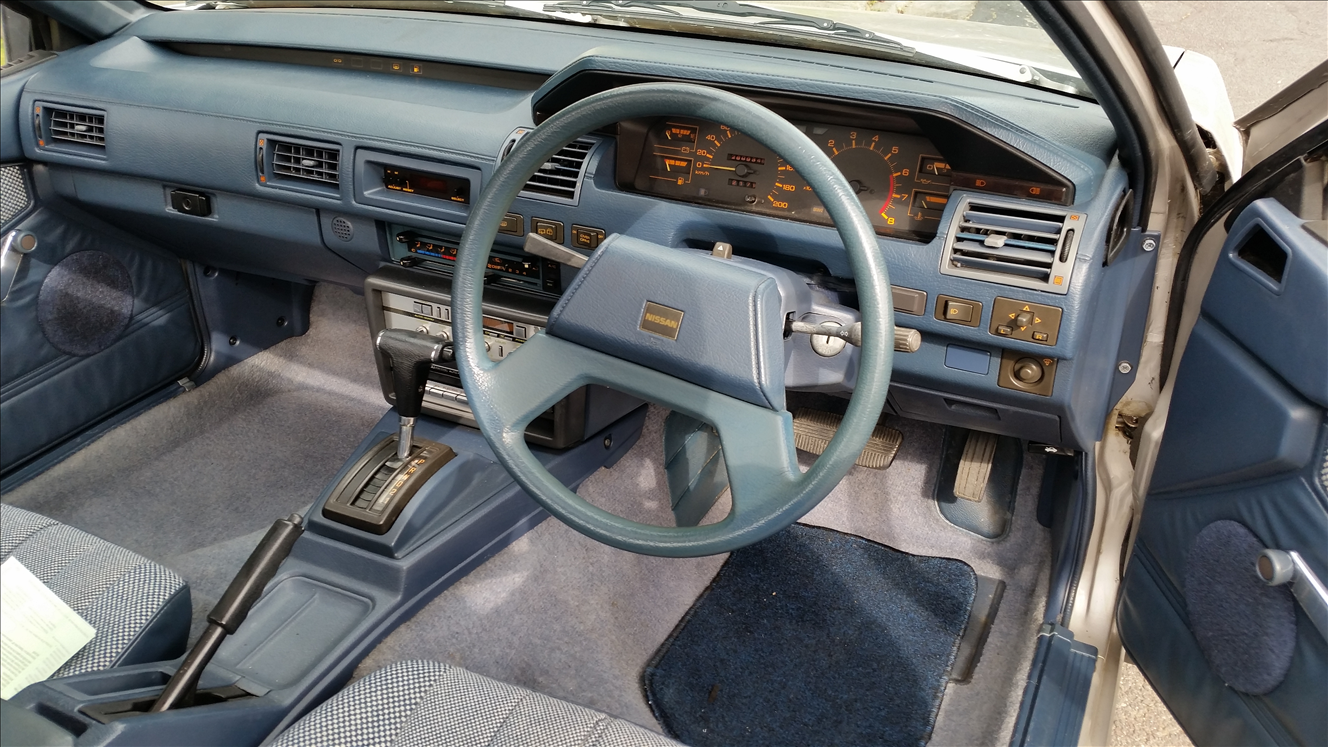

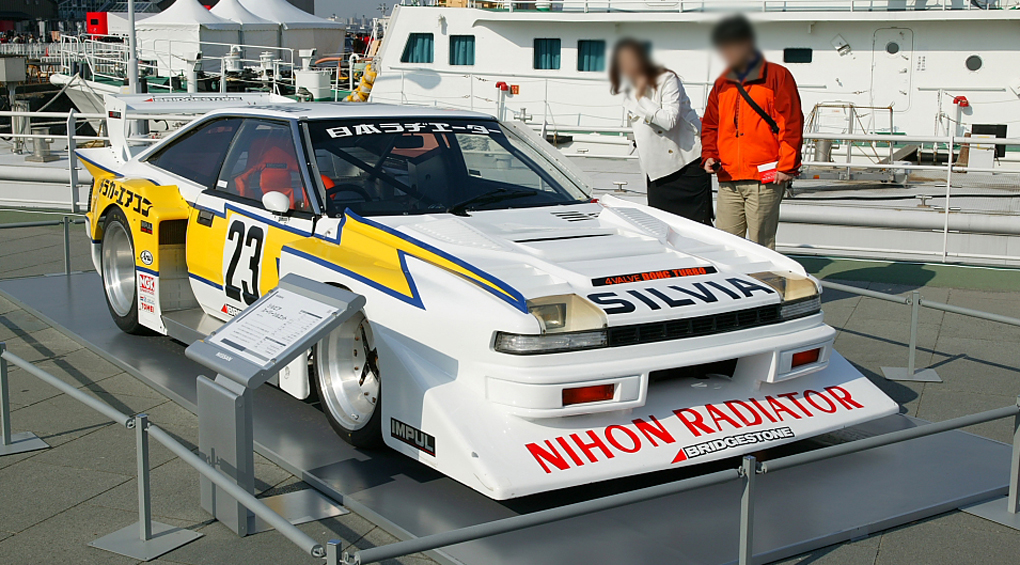
Super silhouette formula

Nissan Silvia S12 виготовлялося з 1984 по 1988 рр., у 1987 році були внесені зміни в зовнішній вигляд автомобіля. Сільвія S12 продавалася в трьох різних конфігураціях кузова: купе, хетчбек і спортивній версії GrandPrix (їх було випущено всього 50 одиниць). Ряд різних двигунів встановлювався на Сільвію S12, усього 6 видів від 1,8 до 3,0 літрів. Тип коробки передач: 4-х ступінчаста АКПП або 5-ти ступінчаста МКПП. Маса автомобіля: 1170 кг.

### Двигуни
- 1.8 л CA18S/E/DE I4
- 1.8 л CA18ET/CA18DET turbo I4
- 2.0 л CA20E I4
- 2.0 л FJ20E I4
- 2.0 л FJ20ET I4 turbo
- 3.0 л VG30E V6

## П'яте покоління 1988—1994 (кузов S13)

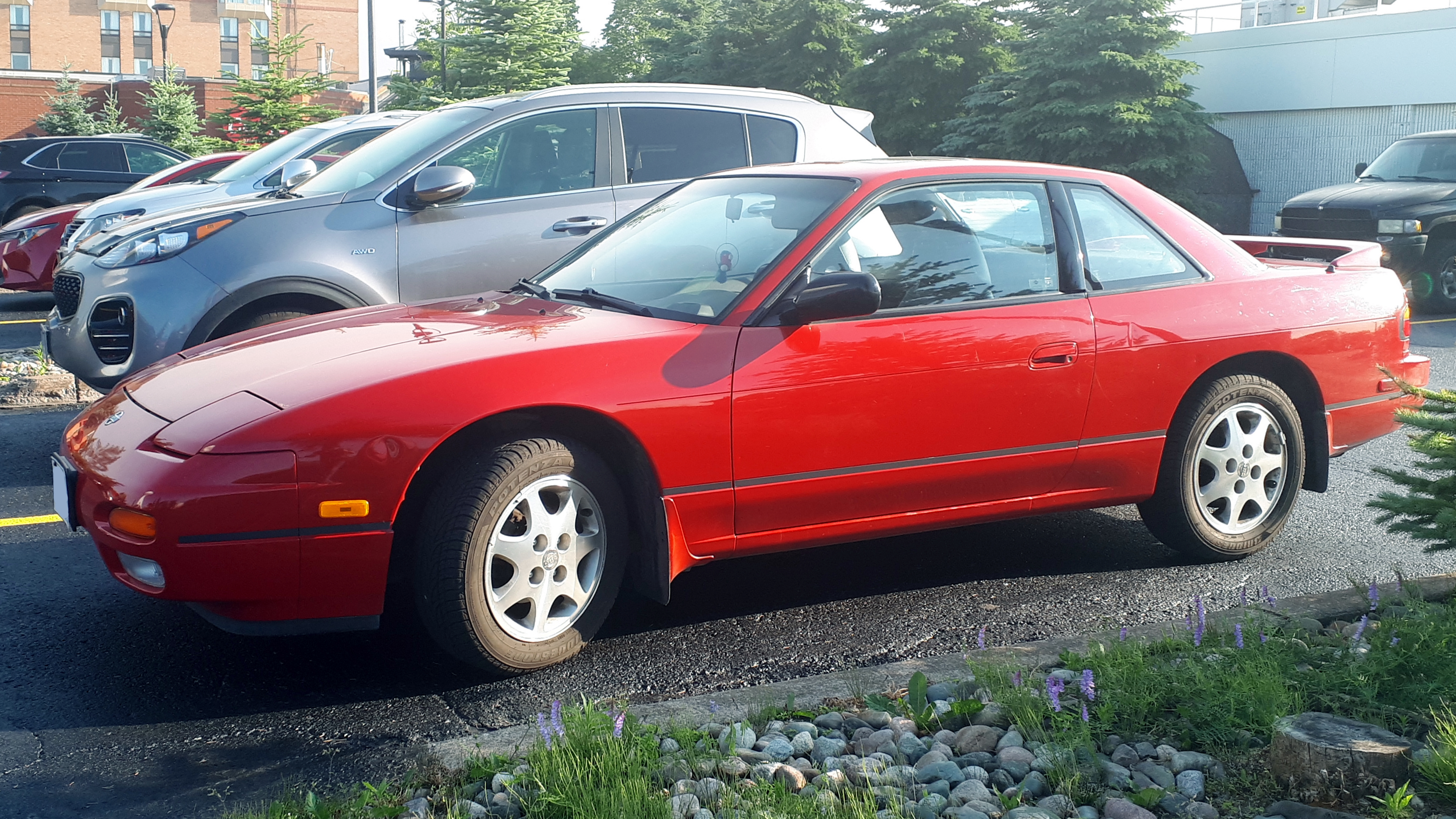
Nissan 240SX

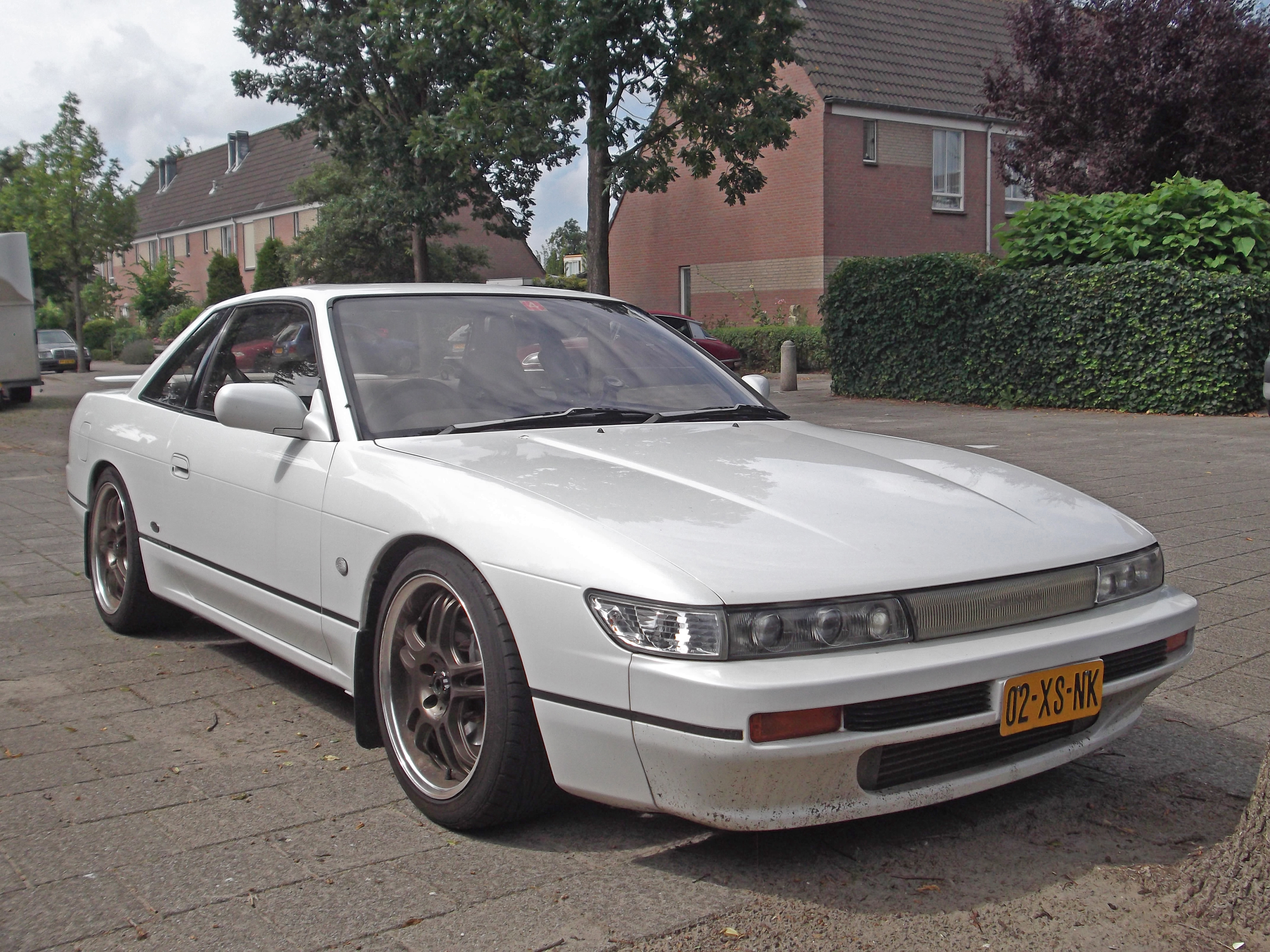
П'яте покоління (1988—1994)

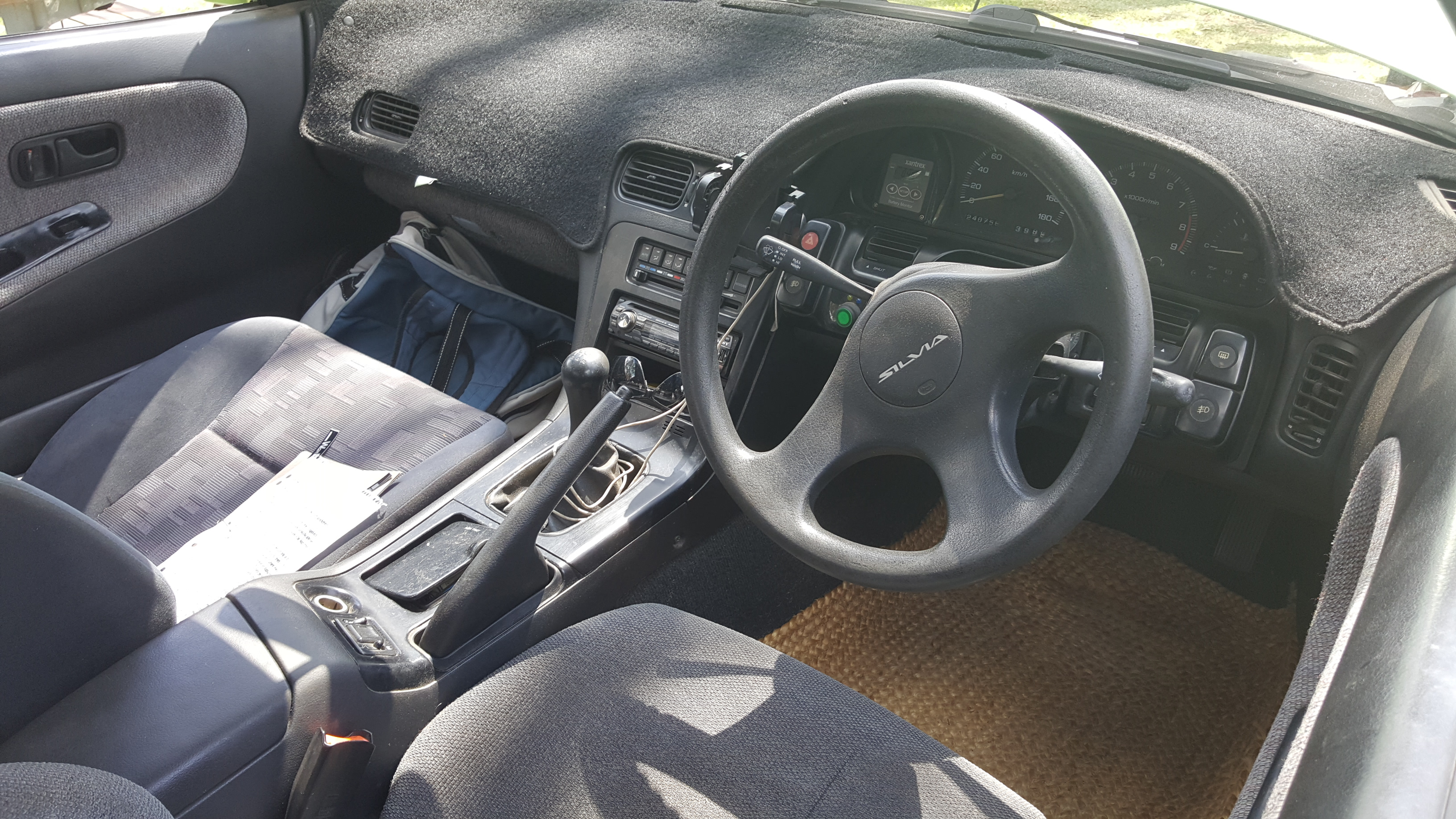

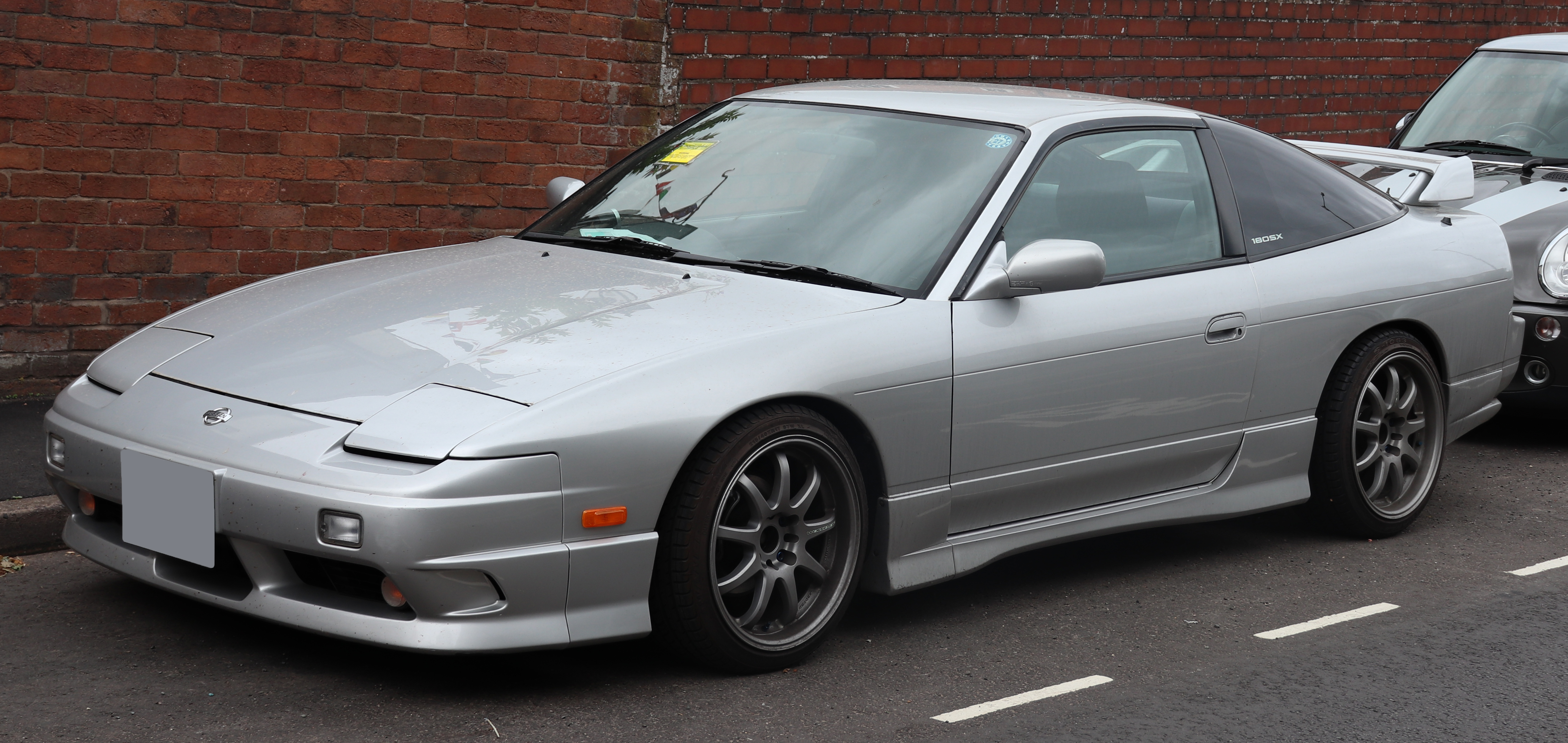
Nissan 180SX

Nissan Silvia S13 Сільвія S13 користувалася величезною популярністю в Японії. У той же час назва «Сільвія» перестала використовуватися на експортних моделях, наприклад у Європі вона була відома під ім'ям Nissan 200SX. У Північній Америці Сільвія S13 була відома як Nissan 240SX. Назва Nissan 200SX також використовувалася на купе версії Nissan Sentra B14. S13 була зроблена на першій платформі Nissan Cefiro. На Nissan Silvia цього покоління встановлювали фіксовані фари, тоді як у попередньому кузові фари були «сліпими» і відкривалися з капота. S13 була одним із перших випадків, коли почали встановлювати задню підвіску, технологія якої була попередньо випробувана на концепт-карах. У деяких Сільвія S13, як опція, був присутній диференціал підвищеного тертя.

### Двигуни
- 1.8 л CA18DE I4 135 к.с.
- 1.8 л CA18DET turbo I4 175 к.с.
- 2.0 л SR20DE I4 140 к.с.
- 2.0 л SR20DET turbo I4 205 к.с.
- 2.4 л KA24E I4 140 к.с. (США)
- 2.4 л KA24DE I4 155 к.с. (США)

## Шосте покоління 1995—2000 (кузов S14)

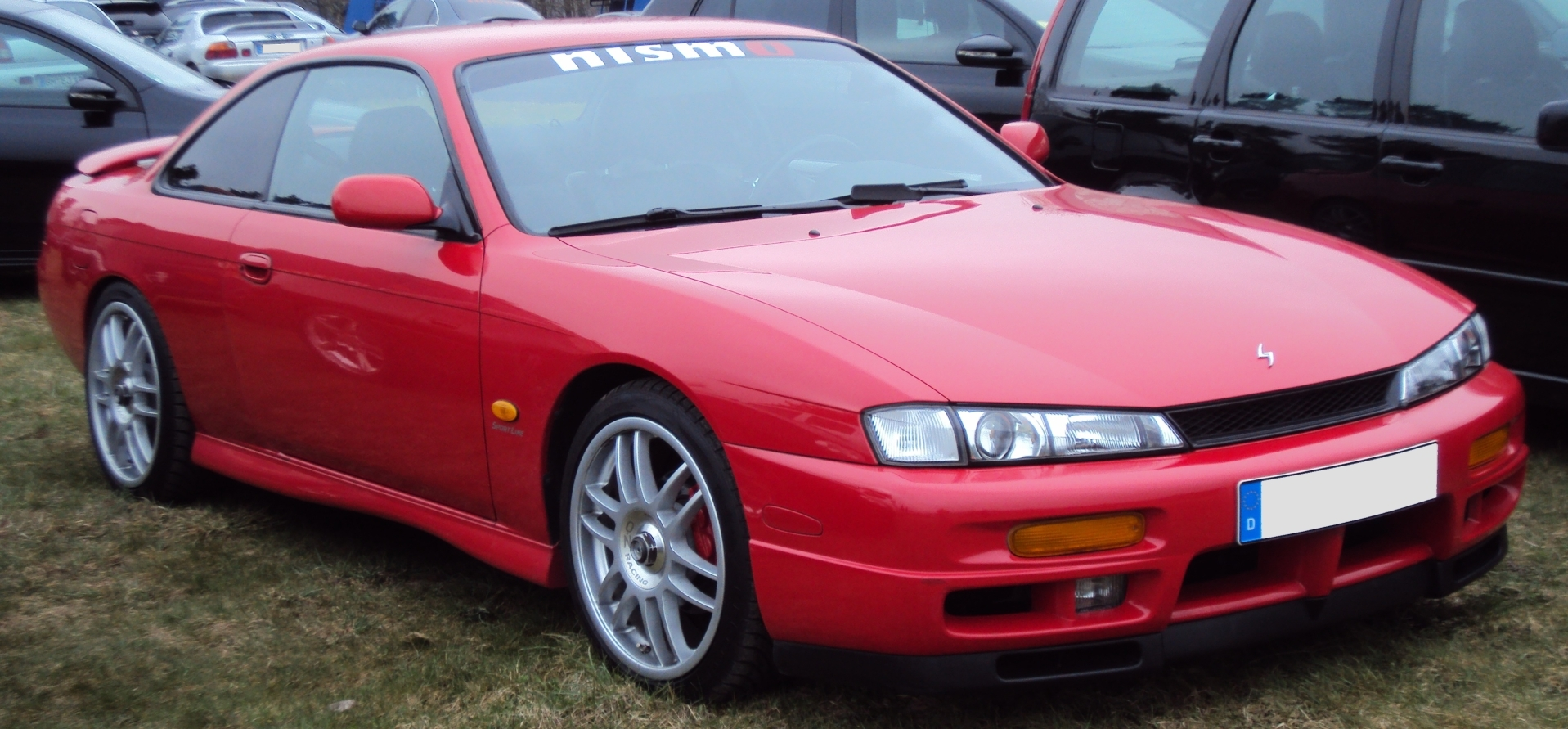
Шосте покоління (1994—2000)

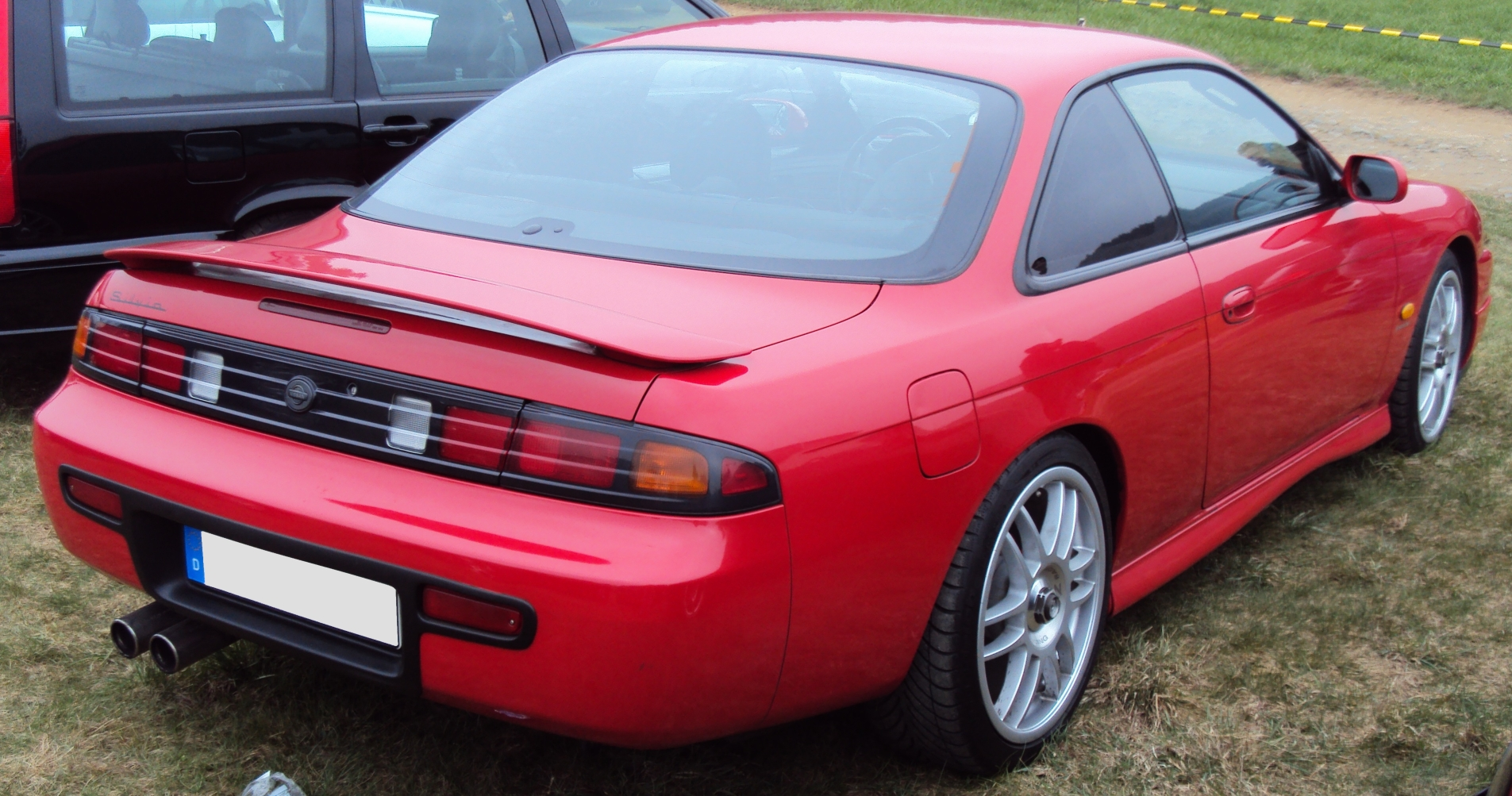

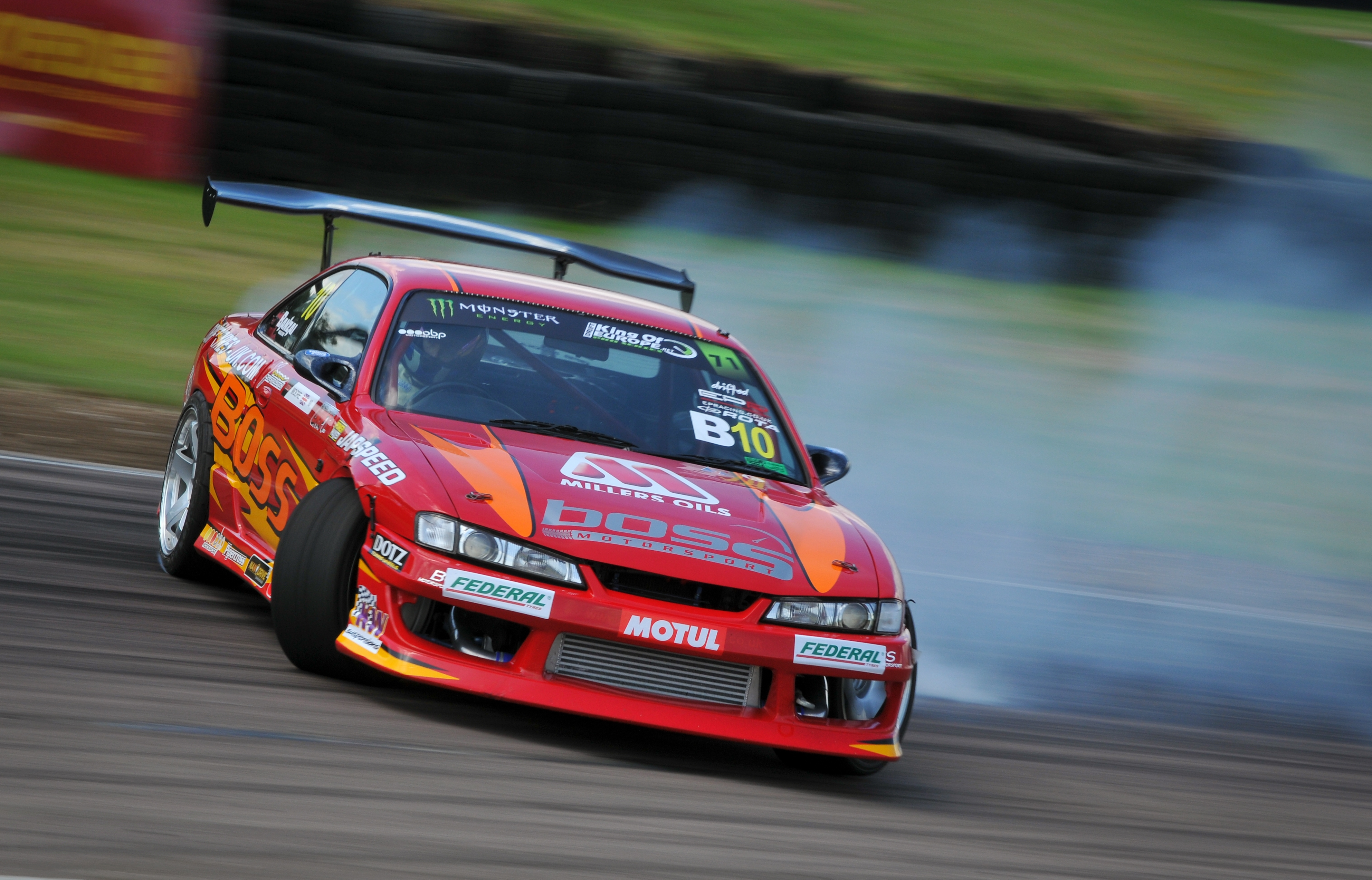
Nissan Silvia (S14) у змаганнях

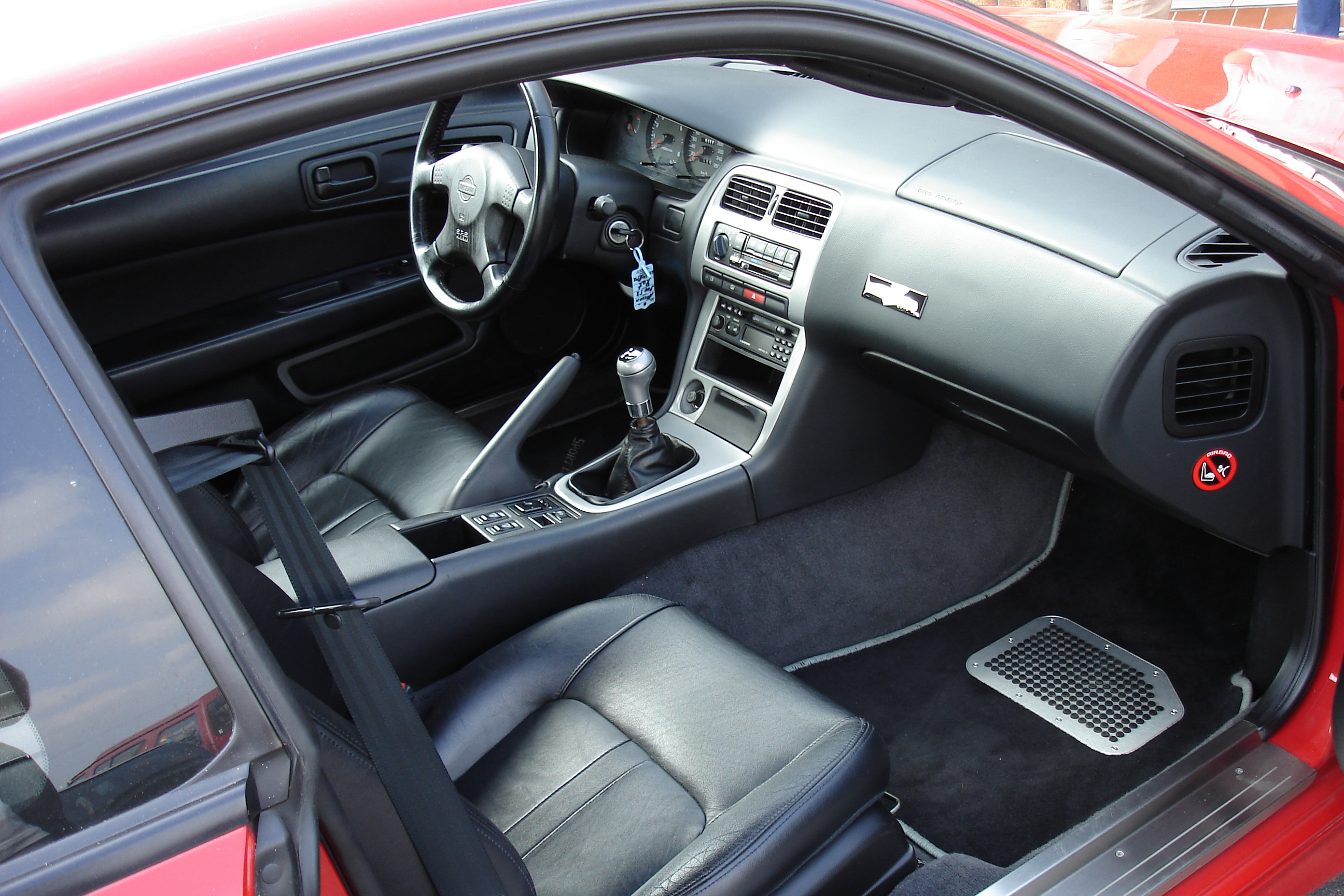

Сільвія S14 дебютувала в Японії в 1995 році. У порівнянні з S13, вона була нижчою і ширшою. Новий округлий дизайн створював ілюзію того, що автомобіль набагато збільшився в розмірах, хоча насправді різниця за габаритами з попереднім кузовом Nissan Silvia була невеликою. Колісна база збільшилася, що призвело до поліпшення керованості. На відміну від експортних ринків, де продажі S14 були невеликі, Сільвія продовжувала користуватися великою популярністю в Японії. У 1996 році відбулося невелике оновлення S14: зовнішній вигляд став більш агресивним, задні ліхтарі замінили на інші. У салоні теж відбулися незначні зміни. У 2000 році даний автомобіль поступився місцем на конвеєрі наступному поколінню — S15.

### Nismo 270R

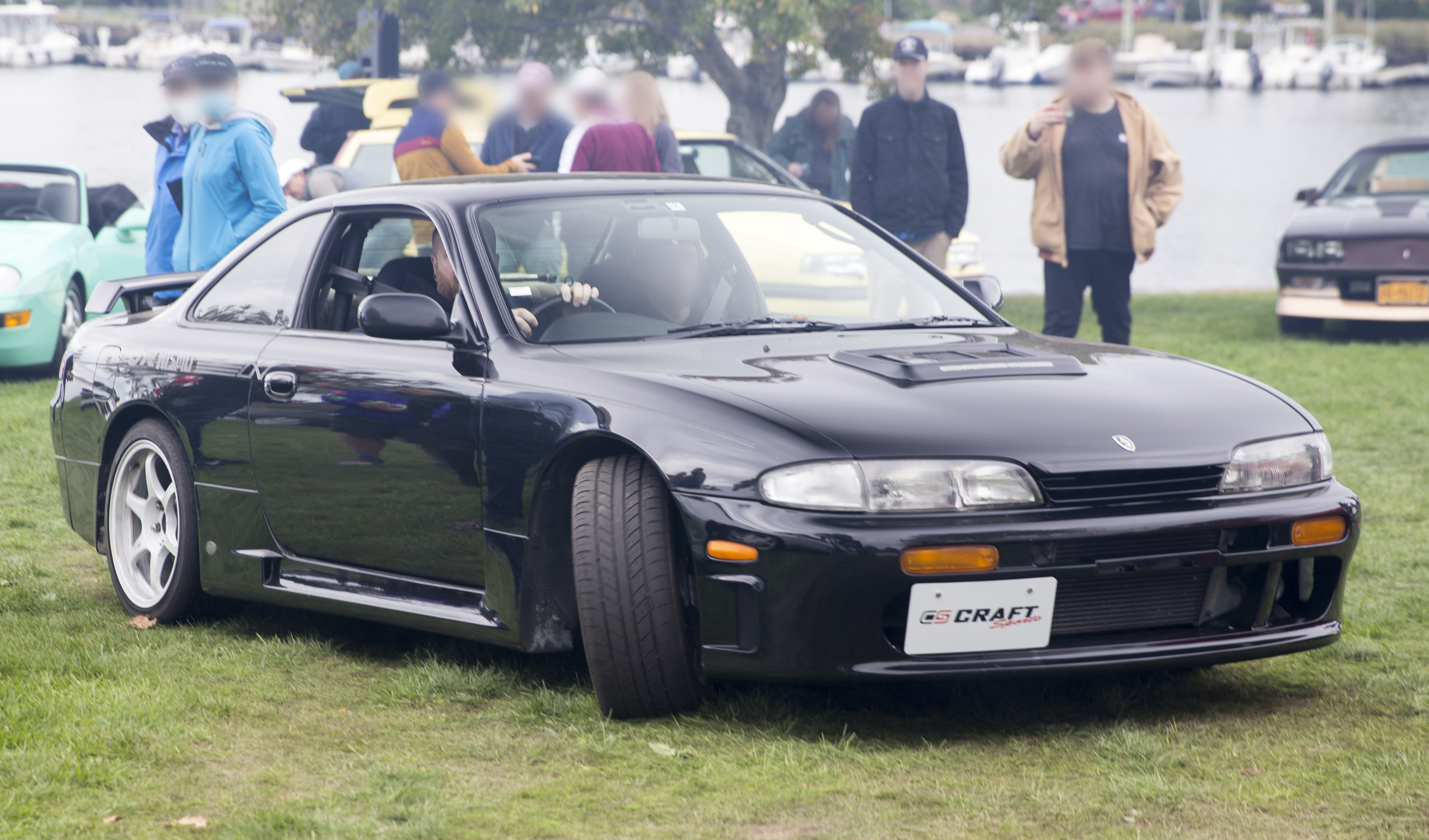
Nismo 270R

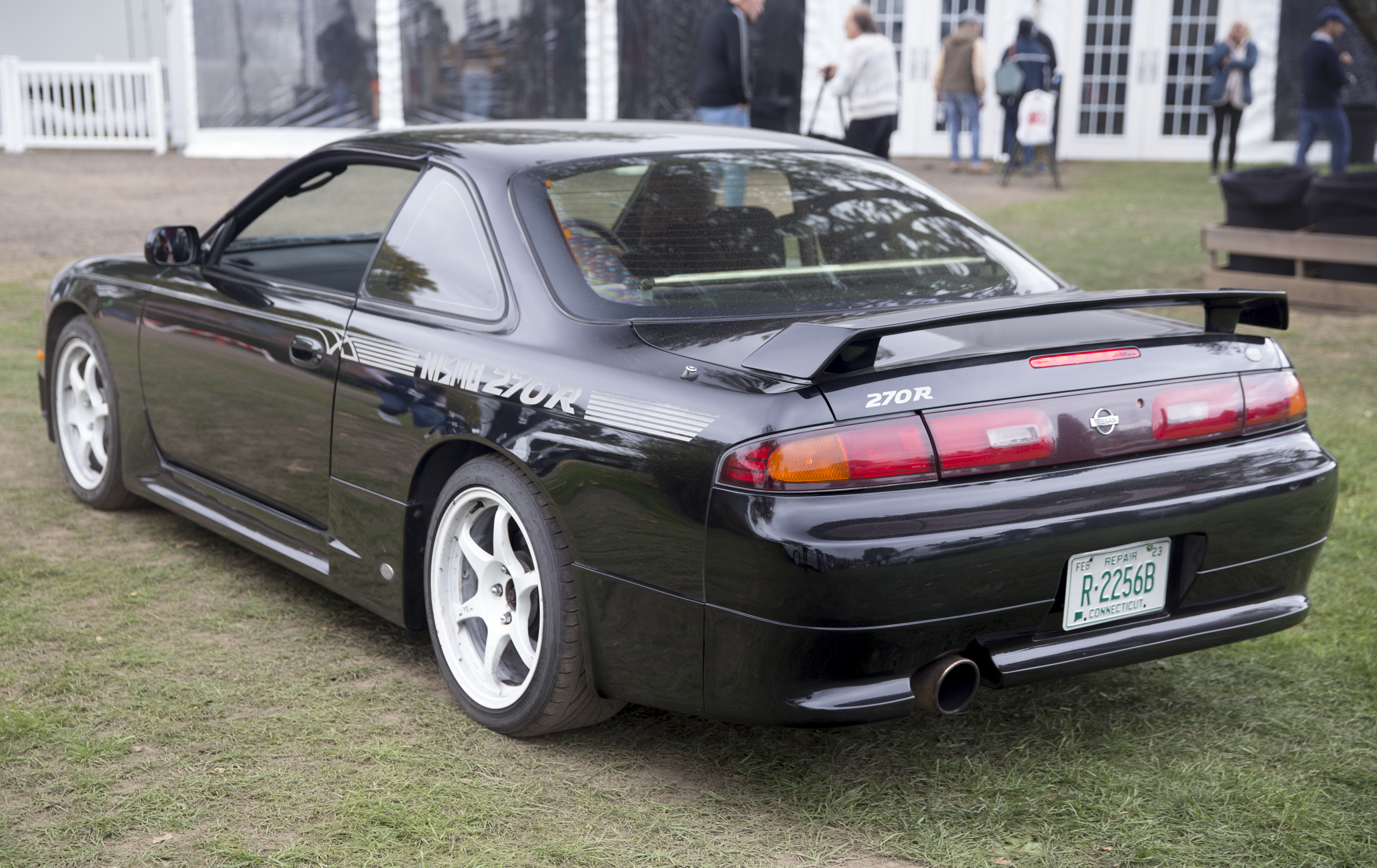
Nismo 270R

270R — це обмежена версія S14, розроблена Nissan Motorsports, випущена лише в 1994 році. Автомобіль був побудований на шасі S14, але мав багато вдосконалень порівняно з Silvia. «270» означає потужність автомобіля, а не робочий об’єм двигуна. Модель 270R мала вентильований капот із проміжним охолоджувачем, встановленим спереду, комплект Nismo Edge Aero, потужне зчеплення, двосторонній диференціал підвищеного тертя, передні та задні сидіння з логотипом NISMO та інші оновлення. Усі 270-і були пофарбовані в чорний колір із значком «Nismo 270R» над задніми колесами та табличкою з номером продукту в бардачку. Було виготовлено лише 50 270 рупій.

### Двигуни
- 2.0 л SR20DE I4 160 к.с.
- 2.0 л SR20DET I4 turbo 200—220 к.с.
- 2.4 л KA24DE I4 155 к.с. (США)

## Сьоме покоління 1999—2002 (кузов S15)

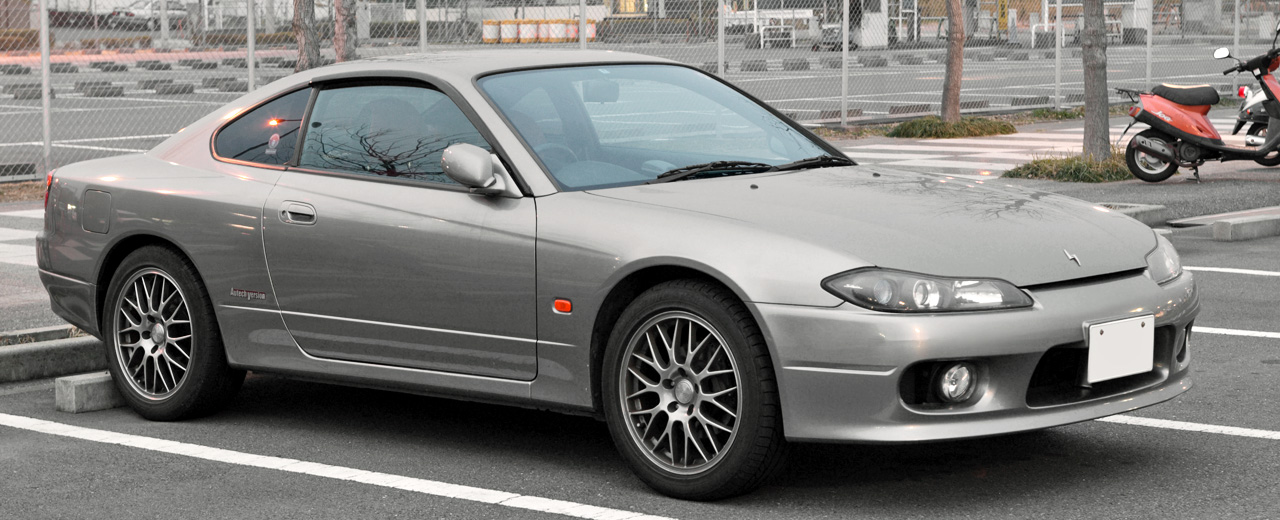
Сьоме покоління (1999—2002)

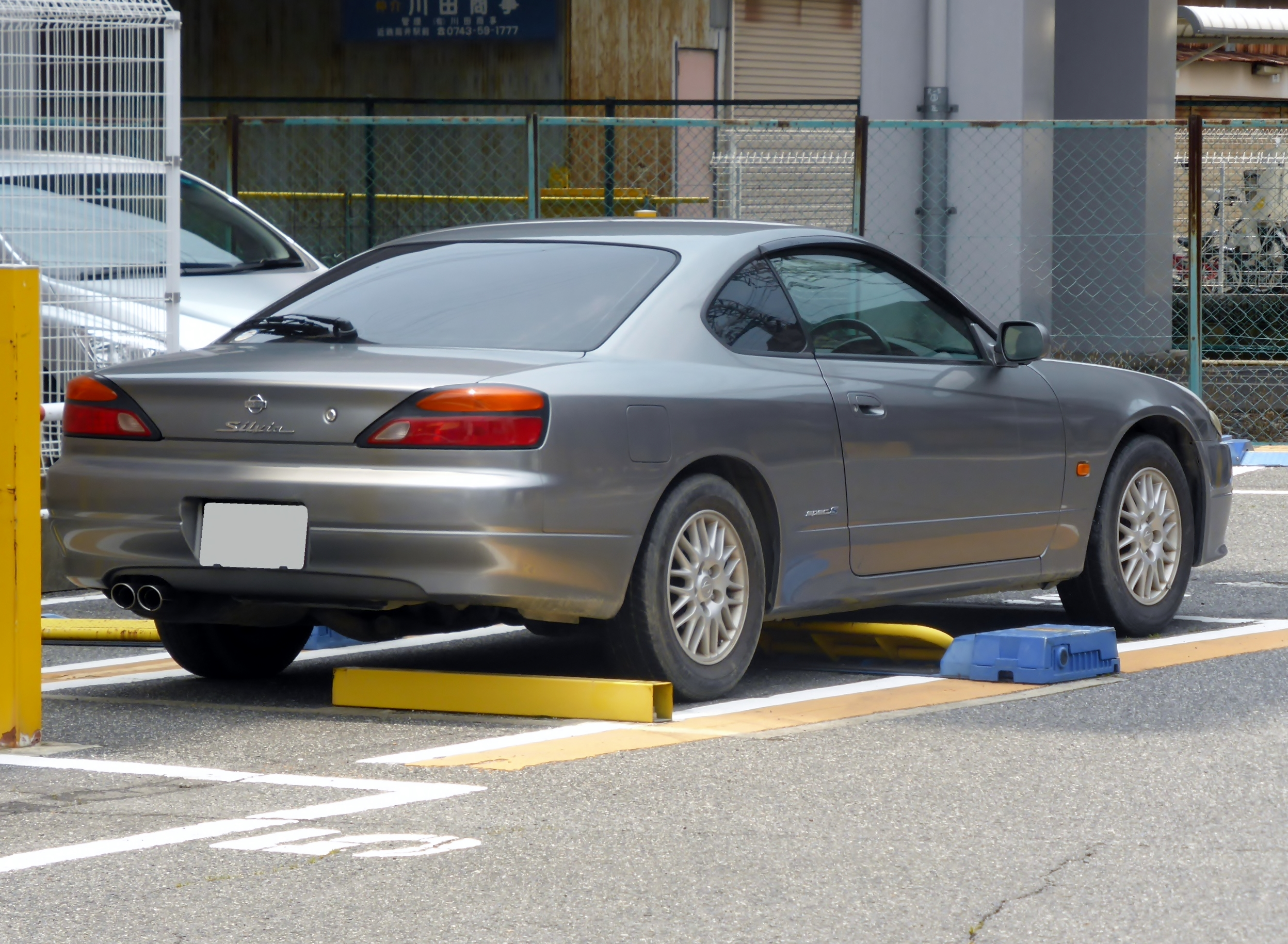

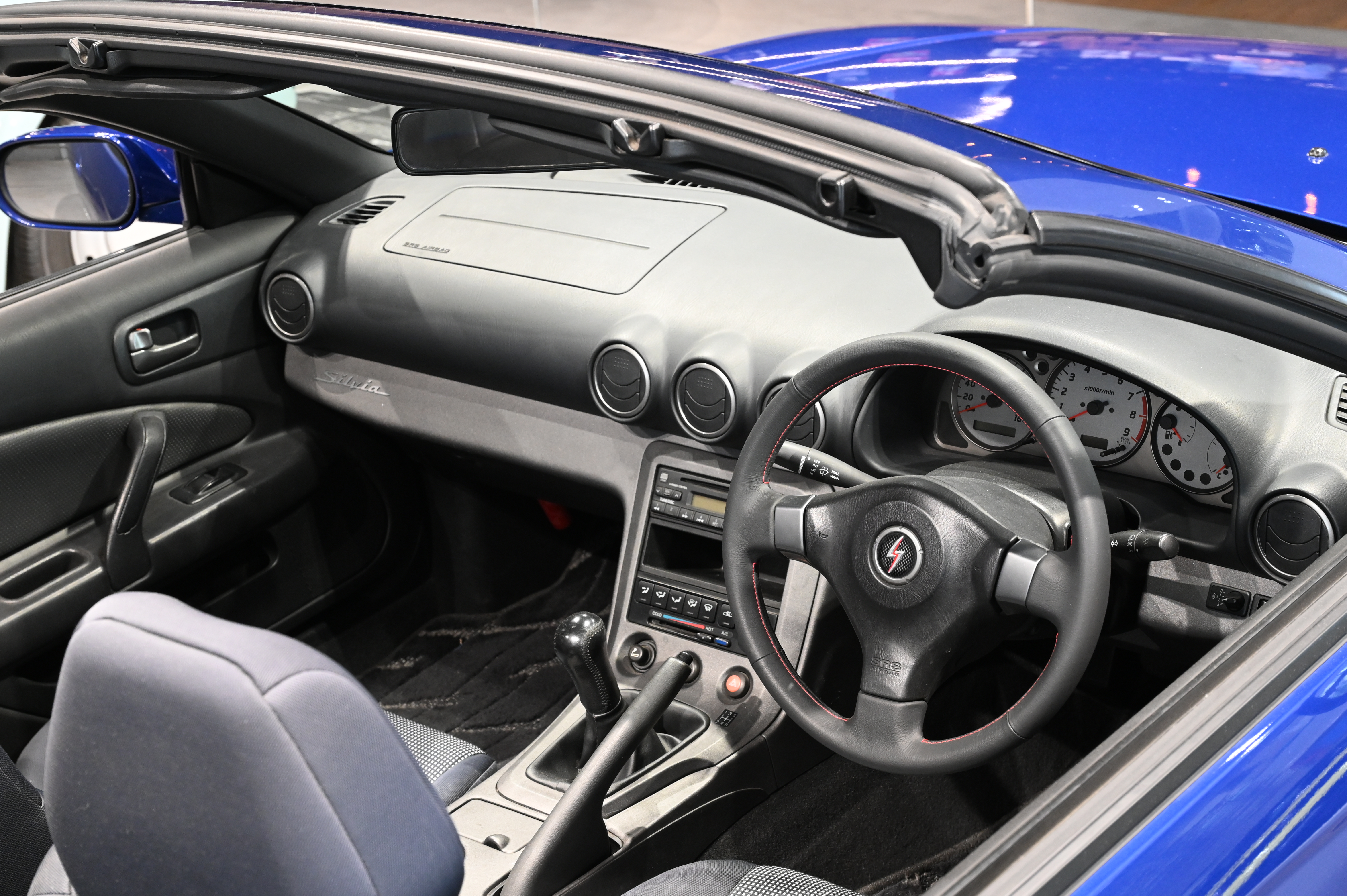

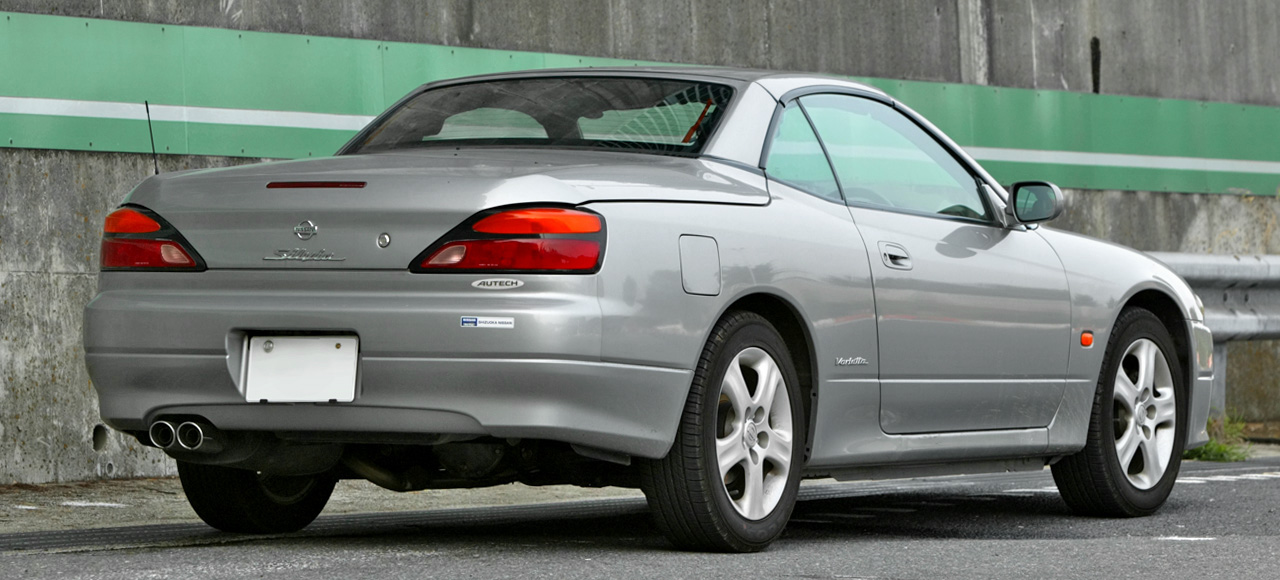

Японія побачила нову версію Nissan Silvia в 1999 році. Сільвія S15 комплектувалася двигуном SR20DET із потужністю 250 к.с. (184 кВт). Другий двигун — SR20DE (без турбіни) видавав 165 к.с. (121 кВт). Nissan Silvia S15 зовні і внутрішньо виглядала досить агресивно, оновлення кузова проходило з оглядкою на сучасні тенденції автомобільного дизайну. Коробки передач: 5-ти або 6-ти ступінчаста механіка або 4-х ступінчастий автомат. Це покоління Сільвії продавалося тільки в Японії, Австралії та Новій Зеландії, але, завдяки «сірому» імпорту, була також доступна в більшості інших країн. В Австралії та Новій Зеландії автомобіль продавався під назвою Nissan 200SX. В Австралію не експортували Сільвії з турбо-двигуном SR20DET. На моделі S15 в комплектації Spec R було виграно безліч регіональних і світових чемпіонатів з дрифту. Велика частина світових подіумів виграна саме на спеціально підготовлених Nissan Silvia S15.

### Двигуни
- 2.0 л SR20DE I4 165 к.с.
- 2.0 л SR20DET I4 turbo 200—250 к.с.

## Відродження
5 вересня 2024 року в інтерв’ю австралійському журналу «Drive» віце-президент Nissan з глобальної продуктової стратегії Іван Еспіноза підтвердив, що розробляється новий третій спортивний автомобіль, розташований під Z і GT-R , який відродить назву Silvia. Незрозуміло, чи буде наступне покоління транспортного засобу повністю електричним (EV) чи використовуватиме гібридну систему, і проект все ще знаходиться в зародковому стані і ще не має підтвердження виробництва.

## Автоспорт
Автомобілі Nissan S-серії є популярними на змаганнях з дрифту, особливо кузови з S13 по S15. Автомобіль користується успіхом у спорті, 5 різних пілотів за кермом S15 вигравали 7 чемпіонатів D1GP (2001 рік — Нобутеру Танігучі, 2004 рік — Рюдзи Мікі, 2005 рік — Ясуюкі Кадзама, 2007 рік — Масато Кавабата, 2009—2011 роки — YOічі Імамура).
Silvia успішно виступали на всеяпонському чемпіонаті GT (нині Super GT). Обидва покоління S14 і S15 виграли чемпіонат у класі GT300 в 1997 і 2001 роках відповідно. У кінці 1980-х років, коли група B була заборонена, Silvia S110 і S12 також отримали деякий успіх в ралі, в основному в гонках на витривалість. S13 також успішно виступали в гонках у класі IMSA GTU протягом 1990-х років.
Існують кілька етапів тюнінгу S15 — від базового, який покращує динаміку і керованість, до професійного, коли переробці піддаються всі елементи автомобіля. Так, на початку в кузов уварюють спортивний каркас безпеки. Двигун автомобіля форсується з використанням спортивних елементів і може розвивати потужність до 500 к.с. Потім повністю змінюються всі елементи підвіски, змінюється гальмівна система. У кінці система управління двигуном замінюється на її спортивний аналог, який підтримує будь-які зміни налаштувань. Підготовлені таким чином машини і сьогодні успішно беруть участь у різних змаганнях.
На першому Кубку з дрифту, який у 2019 увійшов до програми Ігор з автоспорту Міжнародної автомобільної федерації (англ. FIA Motorsport Games Drifting Cup), і який проводився з 1 по 2 листопада на трасі Валлелунга, переможцем став Дмитро Іллюк, який пілотував Nissan 200SX із бортовим номером 20. Завдяки цій перемозі команда України посіла 4-ту сходинку загальнокомандного заліку.